# سی‌سی‌جی‌اس سورا
سی‌سی‌جی‌اس سورا (به انگلیسی: CCGS Sora) یک کشتی بود که طول آن ۱۲٫۵ متر (۴۱ فوت ۰ اینچ) بود. این کشتی در سال ۱۹۸۲ ساخته شد.